# إيريكا فيائثيخا
إيريكا فِيّائِثيخا غارثيا (بالإسبانية: Erika Villaécija García، ولدت في 2 يونيو 1984، برشلونة، إسبانيا) سبّاحة إسبانية، تتخصص في سباق السباحة الحرة (Freestyle).
حصلت على الميدالية الذهبية في بطولة العالم للسباحة بالأحواض القصيرة عام 2010 في دبي، كما حازت على ميداليتين ذهبيتين في بطولة أوروبا للسباحة عام 2004، وعلى الميدالية الذهبية في بطولة أوروبا للسباحة بالأحواض القصيرة عام 2003.

## إنجازاتها

### بطولة العالم للسباحة بالأحواض القصيرة (25 متر)
- 2008 مانشستر  المملكة المتحدة:  ميدالية برونزية في سباق 800 متر حرة.
- 2010 دبي  الإمارات العربية المتحدة:  ميدالية ذهبية في سباق 800 متر حرة.

### بطولة أوروبا للسباحة
- 2002 برلين  ألمانيا:  ميدالية فضية في سباق 4×200 متر تتابع حرة.
- 2004 مدريد  إسبانيا:  ميدالية ذهبية في سباق 4×200 متر تتابع حرة.
- 2004 مدريد  إسبانيا:  ميدالية ذهبية في سباق 800 متر حرة.
- 2008 آيندهوفن  هولندا:  ميدالية فضية في سباق 800 متر حرة.
- 2008 آيندهوفن  هولندا:  ميدالية فضية في سباق 1500 متر حرة.
- 2010 بودابست  المجر:  ميدالية برونزية في سباق 1500 متر حرة.
- 2012 ديبرسين  المجر:  ميدالية برونزية في سباق 1.500 متر حرة.

### بطولة أوروبا للسباحة بالأحواض القصيرة (25 متر)
- 2003 دبلن  جمهورية أيرلندا:  ميدالية ذهبية في سباق 800 متر حرة.
- 2004 فيينا  النمسا:  ميدالية برونزية في سباق 400 متر حرة.
- 2004 فيينا  النمسا:  ميدالية برونزية في سباق 800 متر حرة.
- 2006 هلسنكي  فنلندا:  ميدالية برونزية في سباق 800 متر حرة.
- 2007 دبرسن  المجر:  ميدالية فضية في سباق 800 متر حرة.
- 2009 إسطنبول  تركيا:  ميدالية فضية في سباق 800 متر حرة.
- 2011 شتتين  بولندا:  ميدالية فضية في سباق 800 متر حرة.

## روابط خارجية
- إيريكا فيائثيخا على موقع الاتحاد الدولي للسباحة (الإنجليزية)
- إيريكا فيائثيخا على موقع SwimRankings.net (الإنجليزية)
- إيريكا فيائثيخا على موقع اللجنة الأولمبية الدولية (الإنجليزية)
- إيريكا فيائثيخا على موقع أوليمبيديا (الإنجليزية)
- إيريكا فيائثيخا على موقع اللجنة الأولمبية الإسبانية (الإسبانية)